# Nina Muradian
Nina Muradian, również Witek i Sawatzki (Zawadzki) (orm. Նինա Մուրադյան, ur. 17 sierpnia 1954 w Erywaniu) – ormiańska siatkarka reprezentująca ZSRR i Niemcy, medalistka igrzysk olimpijskich, mistrzostw Europy i mistrzostw świata, obecnie trenerka.

## Życiorys

### Kariera reprezentacyjna
Muradian wystąpiła na igrzyskach olimpijskich 1976 w Montrealu. Zagrała wówczas we wszystkich trzech meczach fazy grupowej, w meczu półfinałowym oraz w przegranym finale z Japonkami. W 1977 była w składzie reprezentacji Związku Radzieckiego, która triumfowała na mistrzostwach Europy odbywających się w Finlandii. W następnym roku reprezentantki ZSRR zdobyły brąz podczas organizowanych u siebie mistrzostwach świata. W reprezentacji ZSRR grała w latach 1976–1978. W 1989 roku występowała w reprezentacji Niemiec Zachodnich, z którą uczestniczyła mistrzostwach Europy w RFN.

### Kariera klubowa
Do 1974 występowała w erywańskim klubie Buriewiestnik. W latach 1959–1971 była zawodniczką klubu Dinamo Moskwa. Pięciokrotnie zdobywała z nim medale mistrzostw ZSRR, w tym mistrzostwo w 1975 i 1977, wicemistrzostwo w 1981 oraz 3. miejsce w 1978 i 1979. Dwukrotnie zwyciężała w Pucharze Europy Mistrzyń Krajowych – w 1975 i 1977. Na początku lat 80. grała w AZS Warszawa jako pierwsza zagraniczna gwiazda w polskich rozgrywkach. Następnie reprezentowała niemieckie kluby – w 1987 Türk Gücü München, a od 1987 do 1990 SV Lohhof. Karierę sportową zakończyła w 1990.

### Kariera trenerska
W latach 1990–2003 była trenerką młodzieżowej żeńskiej reprezentacji Niemiec, a następnie do 2007 trenerką niemieckiej reprezentacji juniorów. Od 2007 pełni funkcję trenerki młodzieżowej męskiej reprezentacji Austrii. Obecnie współpracuje z młodymi siatkarzami w austriackim klubie HotVolleys Wiedeń.

### Życie prywatne
Podczas pobytu w Polsce nosiła nazwisko Witek po mężu Tomaszu Witku. Następnie jej nazwisko brzmiało Sawatzki, pisane również jako Zawadzki. Zna podstawy języka polskiego. Mieszka w Wiedniu.